# Kódování MLT-3

Příklad kódování MLT-3. Světlejší úsečky ukazují dva předchozí stavy.

Kódování MLT-3 (anglicky Multi-Level Transmit 3) je linkový kód (signalizační metoda používaná v telekomunikačních systémech pro přenos dat) používající tři napěťové úrovně. Díky tomu emituje méně elektromagnetického rušení a vyžaduje menší šířku pásma než většina jiných binárních nebo ternárních rozhraní, která pracují se stejnou přenosovou rychlostí, což dovoluje používat levnější vodiče pro komunikaci vyššími přenosovými rychlostmi než při použití kódování Manchester nebo bipolárního kódování AMI (anglicky Alternate Mark Inversion). Kódování MLT-3 využívají síťové standardy Ethernet 100BASE-TX a Fiber distributed data interface (FDDI) pro komunikaci po metalických vodičích.

## Realizace
Signál kódovaný pomocí MLT-3 postupně mění napěťové úrovně v pořadí −1, 0, +1, 0. Bit „1“ se kóduje přechodem do dalšího stavu a bit „0“ setrváním ve stejném stavu. Podobně jako jednoduché kódování NRZ, má kódování MLT-3 efektivitu 1 bit/baud, ale jeden plný cyklus se skládá ze čtyřech přechodů (z nízké úrovně na střední, ze střední na vysokou, z vysoké na střední a ze střední na nízkou). Tím se maximální základní frekvence sníží na jednu čtvrtinu přenosové rychlosti, díky čemuž není nutné používat dražší (kvalitnější) měděné vodiče.
Pro zajištění synchronizace je nutné omezit počet po sobě jdoucích nulových bitů v přenášené datech, při kterých nedochází ke změně úrovně signálu. Proto se odesílaná data nejdříve zakódují pomocí kódování Run length limited (RLL). V důsledku toho je efektivní bitová rychlost nepatrně menší než jeden bit na baud nebo čtyři bity na cyklus.
Kódování MLT-3 bylo poprvé použitou firmou Crescendo Communications pro metalická vedení v síti FDDI (TP-PMD, nazývané také CDDI). Později byla stejná technologie použita v podvrstvě závislé na fyzickém mediu protokolu 100BASE-TX, přičemž podobnost mezi kódováními je taková, že v části 25.3 standardu IEEE802.3-2002 je uvedeno, že až na malé výjimky je třeba se řídit standardem ANSI X3.263:1995 TP-PMD.
Přestože signalizace, kterou používá 100BASE-T4 Ethernet, má tři úrovně, není kompatibilní s MLT-3. Používá selektivní konverzi čísel ve dvojkové soustavě do trojkové soustavy s přímým zobrazením trojkových číslic na linkové úrovně (kódování 8B6T).